# 園江治
園江 治（そのえ おさむ、1941年3月15日 - ）は、日本の男性声優、舞台俳優。演出家。マウスプロモーション所属。東京都出身。

## 経歴
舞台芸術学院11期卒業。1962年から1972年まで10年間劇団四季の団員であった。
ラテン、シャンソン、ポピュラー音楽講師、ウクレレ弾き語り講師としても活動している。ビクター音楽カレッジ講師を経て、東京都新宿区高田馬場の戸塚地域センターで表現者の会・歌謡教室を開設した。講師としての名前は夏巳 涵（なつみ かん）。

## 人物
声種はバリトン。甘くソフトな声をしている。
ミュージカル作品に多数出演しており、声優としては、アニメ、吹き替えでも数多くの作品に出演している。
趣味・特技はピアノ、ギター、ウクレレ弾き語り。

## 出演

### テレビアニメ
1993年
- コボちゃん（B）

2000年
- 陽だまりの樹（斎藤）

2003年
- 明日のナージャ（執事）

2007年
- DARKER THAN BLACK -黒の契約者-（王少棠）
- のだめカンタービレ（2007年 - 2010年、野田喜三郎）- 2シリーズ

2010年
- 名探偵コナン（薩摩和雄）

2017年
- 鬼平（医者）
- 月がきれい（校長先生）

2018年
- 銀河英雄伝説 Die Neue These 邂逅（エドウィン・フィッシャー）
- 進撃の巨人（フリッツ王）

2023年
- 転生貴族の異世界冒険録〜自重を知らない神々の使徒〜（王立学園長）

### 劇場アニメ
- ブラック・ジャック 劇場版（1996年、医師B）

### OVA
- たまゆら（2010年、男性）

### Webアニメ
- マウスどうぶつえん（2018年、オカピのおさむ）

### ゲーム
- アイテムゲッター 〜僕らの科学と魔法の関係〜（2009年、ユルゲント4世）
- 銀河英雄伝説 Die Neue Saga（2024年、エドウィン・フィッシャー[9]）

### ドラマCD
- Sneaker CD Collection やさしい竜の殺し方 3（ボッシュ）
- 少年☆周波数【王様の棋譜】第1章 －棋士－（記者A）
- 誰にも愛されない（日下の祖父）
- MAUSU THEATER

### 吹き替え

#### 映画
- アルマゲドン（カール〈ジョン・メイホン〉）
- ゲッティング・イーブン
- ゲット・ショーティ
- コンタクト
- 黄昏（フィッツジェラルド〈ベイジル・ルイスデール〉）
- ツイン・ピークス/ローラ・パーマー最期の7日間（アルバート・ローゼンフィールド〈ミゲル・フェラー〉、ウッズマン〈ユルゲン・プロホノフ〉）※テレビ東京版
- 十二夜（トービー）
- バロウズの妻（薬剤師）
- ヒップホップ・プレジデント（Mr.エズラ・ホーキンス）
- わたしたちの島で わんぱくアザラシのモーセ（メルケル〈トルステン・リリエクローナ〉）
- マジェスティック（レオ・クーベルスキー〈アレン・ガーフィールド〉）
- 真夜中の殺人コール
- 名犬ラッシー/ラッシーの“クーガーはともだち”（スチュアート・ランダル）※DVD版
- ラブリー・オールドメン（エリオット〈バック・ヘンリー〉）

#### テレビドラマ
- 宇宙大作戦（クレイモア〈ピーター・ブロッコ〉）※DVD追加収録分
- ER緊急救命室VIII（スペンサー）
- WITHOUT A TRACE/FBI 失踪者を追え!
- 新・刑事コロンボ 奇妙な助っ人（バーニー〈ジョン・フィネガン〉、ランドール・サンストン）
- ザ・ハイツ 青春のラプソディー（マック〈ダンカン・フレイザー〉）
- ザ・ホワイトハウス
- シャーロック・ホームズの冒険（ジョン・H・ワトスン〈エドワード・ハードウィック〉）※DVD完全版
  - 赤毛連盟（ジェイベス・ウィルソン）※DVD完全版
- ドクトル・ジバゴ（アレクサンドル）
- プリズン・ブレイク（テレンス・ステッドマン〈ジョン・ビリングズリー→ジェフ・ペリー〉）
- 名探偵ポワロ チョコレートの箱（クロード・シャンタリエ）※NHK版追加吹き替え分
- 名探偵モンク3
- 私はラブ・リーガル シーズン5 #8（コールマン判事）

#### アニメ
- スター・ウォーズ クローン大戦

### 映画（実写）
- とべない沈黙（1966年） - 刑事B